# Streptocitta albicollis
El miná cuelliblanco (Streptocitta albicollis) es una especie de ave paseriforme de la familia Sturnidae. Es endémico de Indonesia, donde se encuentra en las islas Togian, Buton, Muna, Lembeh y Célebes.

## Subespecies
Se reconocen las siguientes subespecies:
- Streptocitta albicollis torquata
- Streptocitta albicollis albicollis